# مدرسة فوردسون الثانوية
مدرسة فوردسون الثانوية (بالإنجليزية: Fordson High School) هي مدرسة ثانوية أمريكية تقع في ولاية ميشيغان، الولايات المتحدة في مدينة ديترويت الكبرى. تم إنشاؤها في سنة 1928 على مساحة 61000 متر مربع. هي جزء من مدارس ديربورن الحكومية.

## التاريخ
قبل افتتاح المدرسة، كان الطلاب يرتادون مدرسة ميلر المجاورة. هنري فورد تبرع بمعظم الأموال التي تم استخدامها لبناء المدرسة. تم تصميم المدرسة من قبل المهندس المعماري إيفرت لين وليامز. تم تصميم مبنى المدرسة بأسلوب العمارة القوطية الحديثة بتكلفة 2.2 مليون دولار أمريكي وهو مستوحى من مبنى كلية الحقوق بجامعة ميشيغان في آن آربر.

### برج فوردسون
تم بناء البرج في سنة 1926، وقد تم استخدامه لأشياء عديدة. خلال الحرب العالمية الثانية تم استخدام البرج لرصد طائرات العدو التي كان يمكن أن تتوجه إلى محطة نهر ديترويت التابعة لشركة فورد حيث كانت يتم إنتاج الدبابات فيها.

### التجديدات والإضافات
في سنة 2005 تم إضافة عشرة فصول دراسية بما في ذلك مختبرات العلوم والحاسوب وكافيتيريا إلى القسم الشمالي الغربي من المدرسة.

## الأداء الأكاديمي
وفقا لبرايان ستون من موقع هافينغتون بوست، تحصل فوردسون على الإشادة المستمرة نظرا لأن عدد أعلى من المعدل من طلابها والذين كثير منهم من خلفيات اجتماعية واقتصادية متدنية، نجحوا في الالتحاق بجامعات من النخبة مثل جامعة هارفارد وجامعة ييل.

## الألعاب الرياضية
فوردسون عضو في اتحاد الفرق الرياضية بمقاطعة وين الغربية. قدم فريق كرة القدم التابع للمدرسة أداء قويا منذ انطلاقه حيث حقق 22 لقبا حتى سنة 2003.

### بطولات الولاية
| السنة | الرياضة          | النتيجة       | الصف |
| ----- | ---------------- | ------------- | ---- |
| 1952  | السباحة للبنين   | أبطال الولاية | A    |
| 1953  | كرة السلة للبنين | أبطال الولاية | A    |
| 1953  | السباحة للبنين   | أبطال الولاية | A    |
| 1954  | السباحة للبنين   | أبطال الولاية | A    |
| 1975  | الكرة الطائرة    | أبطال الولاية | A    |
| 1976  | الكرة الطائرة    | أبطال الولاية | A    |
| 1993  | كرة القدم        | أبطال الولاية | AA   |

## أبرز الخريجين
- تشارلز بيرس ديفي، ملاكم محترف شارك في الأولمبياد.
- وليام دير مخرج هوليودي من أعماله هاري وآل هندرسون.
- كيد مكوي ملاكم حقق بطولة العالم.
- أرتي فيلدز كاتب غنائي ومنتج إسطوانات.
- تشاد إيفرت ممثل أفلام وتلفزيون.
- جو هامود لاعب كرة سلة.
- جيروم ويزنر رئيس معهد ماساتشوستس للتكنولوجيا من 1971 إلى 1980.
- روبرت صالح درب فريق كرة القدم الأمريكية جاكسونفيل جاغوارز.
- جون سي كورنبلوم دبلوماسي، سفير في ألمانيا، مسؤول عن خطاب رونالد ريغان التاريخي في برلين سنة 1987.
- جون ليسينسكي جونيور عضو سابق في الكونغرس.
- أديل مارا ممثلة.
- جيم سنايدر لاعب ومدرب كرة قاعدة.

## الروابط الخارجية
- Fordson High School website
- Fordson High School Alumni website
- Dearborn Public School district website
- History of Fordson High School
- Photograph of the school and some history
- Hoosier actors نسخة محفوظة 8 سبتمبر 2005 على موقع واي باك مشين. (Chad Everett)
- John Lesinski Jr.
- William K. Brehm Biography
- Fordson football and fasting